# Könnern
Könnernⓘ (do 1911 Cönnern) − miasto w Niemczech, w kraju związkowym Saksonia-Anhalt, w powiecie Salzland. W mieście krzyżują się dwie drogi krajowe B6 i B71.
1 stycznia 2010 do miasta przyłączono gminy Cörmigk, Edlau, Gerlebogk i Wiendorf.

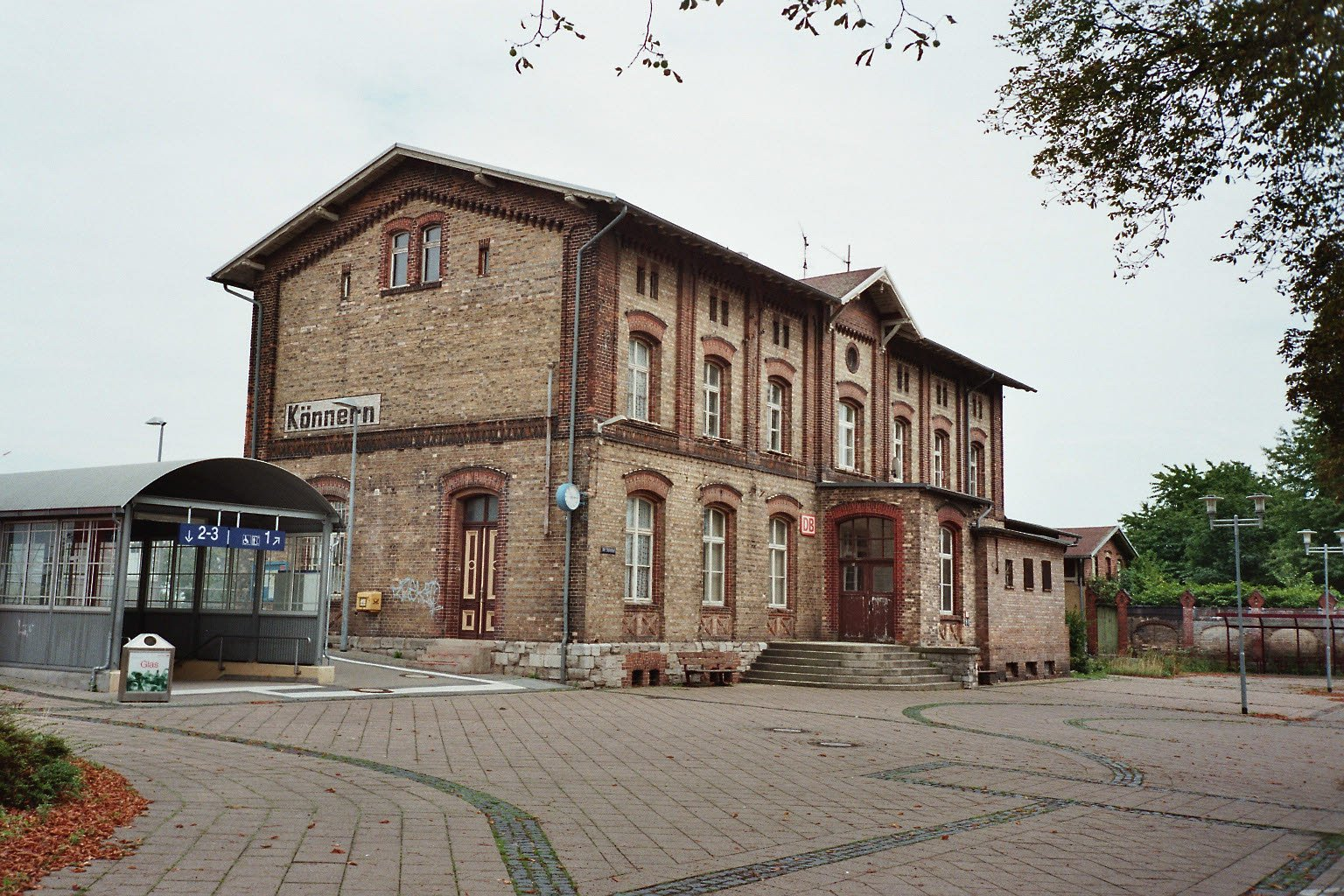
Dworzec kolejowy Könnern

W mieście jest stacja kolejowa Könnern.